# 翁有銘
翁有銘（1953年12月11日—），曾任臺灣義新公司及嘉新畜產公司董事、華瑞公司與華隆公司董事長，马来西亚著名华人纺织业企业家，拿督。

## 经历
1953年生于台湾台北。台湾财阀华隆集团翁明昌三子。兄翁大銘从政后，出掌华隆，任集团董事长。曾是华隆纺织最大股东。1990年，“华隆案”发生后，因內線交易、違約交割候问，以一百萬元新台币交保候傳。1991年5月出走台湾。避居马来西亚创业，同时经营华隆越南厂。在马来西亚白手起家，创建马来西亚华隆人造纤维生产厂，成为马来西亚人造纤维量产开创者的和纺织业的骨干企业。并在越南、马来西亚、捷克、日本等国拓展生意。

## 传奇
1990年“华隆案”爆发后，负债高达15亿新台币。翁有銘弃保出国，1991年11月遭台湾通缉。被通缉长达逾十二年。2004年5月，法院追訴權時效屆滿，台北地方法院判翁有銘免訴，不必負擔刑事责任。翁有銘也未有回到台湾。

## 荣誉
- 2005年，因对马来西亚纺织业开创性贡献，创造大量就业机会，获封拿督[4][6]。又有華隆退休員工组团赴马来西亚在台湾驻马国办事处大门前请愿馬國政府撤銷翁「拿督」爵位[12]。

## 出处
1. ↑  謝岱庭. . 中華徵信所企業股份有限公司. 1998: 1045.
2. ↑  . 英文中国邮报 The China Post. June 26, 2012, 12:09 am TWN  [2015-04-07]. （原始内容存档于2015-04-13）.
3. 1 2  . 2004.03.27(六)  [2015-04-06]. （原始内容存档于2015-04-11）.
4. 1 2  . 苦劳网. 2012-06-07  [2015-04-07]. （原始内容存档于2014-12-02）.
5. ↑   (pdf). 国立政治大学.   [2015-04-07]. （原始内容存档 (PDF)于2015-04-12）.
6. 1 2  . 商业周刊. 2004-02-19  [2015-04-06]. （原始内容存档于2015-04-13）.
7. ↑  . 必富网.   [2015-04-07]. （原始内容存档于2015-04-12）.
8. ↑  . 台湾记忆. 1991-11-13  [2015-04-06]. （原始内容存档于2015-04-12）.
9. ↑  . 苹果日报. 2003年12月13日  [2015年4月7日]. （原始内容存档于2016年6月4日）.
10. ↑  . 自有新闻网. 2004年93年2月11日星期三  [2015-04-06]. （原始内容存档于2016-03-04）.
11. ↑  . 经济日报. 2006-11-23  [2015-04-06]. （原始内容存档于2015-04-11）.
12. ↑  . 新竹新闻网. 2005-02-02  [2015-04-07]. （原始内容存档于2015-04-15）.